# Lange ereprijs
De lange ereprijs of langbladige ereprijs (Veronica longifolia, synoniem: Pseudolysimachion longifolium) behoort tot de weegbreefamilie (Plantaginaceae), maar werd vroeger gerekend tot de helmkruidfamilie (Scrophulariaceae). De plant komt van nature voor in Europa en wordt ook gebruikt in siertuinen. De plant wordt 60-120 cm lang en heeft eironde tot lancetvormige bladeren, die tegenoverstaand of in kransen van drie tot vier bladeren aan de stengel zitten. De bladeren zijn aan de voet dubbelgezaagd.
De lange ereprijs bloeit in Nederland in juli en augustus met eindstandige trossen. De bloem is meestal hemelsblauw, maar soms wit.
De vrucht is een hartvormige doosvrucht.
De plant komt voor op natte, matig voedselrijke grond aan rivieroevers en langs spoorwegen. Binnen Nederland is de plant zeldzaam, doch plaatselijk is ze algemeen langs de midden- en benedenloop van de Dommel, de Overijsselse Vecht en Maas. In Nederland is de plant vanaf 1 januari 2017 niet meer wettelijk beschermd.